# Кучица
Кучица (мкд. Кучица) је насеље у Северној Македонији, у источном делу државе. Кучица је село у саставу општине Карбинци.

## Географија
Кучица је смештена у источном делу Северне Македоније. Од најближег града, Штипа, насеље је удаљено 30 km источно.
Насеље Кучица се налази у историјској области Јуруклук, која представља западни, брдски део планине Плачковице, чији се највиши део уздиже ка североистоку. Надморска висина насеља је приближно 770 метара.
Месна клима је умерено континентална.

## Становништво
Кучица је према последњем попису из 2002. године имала 119 становника.
Већинско становништво су Турци (100%).
Претежна вероисповест месног становништва је ислам.